# Keirin masculin aux Jeux olympiques d'été de 2020
Navigation
Rio 2016 Paris 2024
Le keirin masculin, épreuve de cyclisme sur piste des Jeux olympiques d'été de 2020, a lieu du 7 au 8 août 2021 sur le Vélodrome d'Izu, situé à Izu (Japon), à 120 kilomètres de Tokyo.

## Format de compétition
Les courses de keirin impliquent jusqu'à 7 cyclistes chacune (bien que le format 2020 n'ait pas de courses avec plus de 6 cyclistes). Les cyclistes suivent une moto pendant 3 tours (750 m) ; la moto se retire alors et les cyclistes ont 3 tours pour se départager. La moto démarre à 30 km/h et augmente progressivement sa vitesse jusqu'à 50 km/h avant de s'écarter.

## Résultats

### Premier tour
Le premier tour consiste en cinq séries de six cyclistes. Les deux premiers de chaque série (10 au total) se qualifient pour le deuxième tour, tandis que tous les autres (20 cyclistes) vont en repêchage.
Série 1
| Rang | Cycliste        | Nation            | Écart  | Notes |
| ---- | --------------- | ----------------- | ------ | ----- |
| 1    | Rayan Helal     | France            |        | Q     |
| 2    | Maximilian Levy | Allemagne         | +0,010 | Q     |
| 3    | Kwesi Browne    | Trinité-et-Tobago | +0,248 | R     |
| 4    | Jason Kenny     | Grande-Bretagne   | +0,462 | R     |
| 5    | Sam Webster     | Nouvelle-Zélande  | +0,546 | R     |
| 6    | Ivan Gladyshev  | ROC               | +3,173 | R     |

Série 2
| Rang | Cycliste                     | Nation          | Écart  | Notes |
| ---- | ---------------------------- | --------------- | ------ | ----- |
| 1    | Jack Carlin                  | Grande-Bretagne |        | Q     |
| 2    | Matthew Richardson           | Australie       | +0,070 | Q     |
| 3    | Matthijs Büchli              | Pays-Bas        | REL    | R     |
|      | Hugo Barrette                | Canada          | DNF    | R     |
|      | Sergey Ponomaryov            | Kazakhstan      | DNF    | R     |
|      | Muhammad Shah Firdaus Sahrom | Malaisie        | DNF    | R     |

Série 3
| Rang | Cycliste          | Nation            | Écart  | Notes |
| ---- | ----------------- | ----------------- | ------ | ----- |
| 1    | Azizulhasni Awang | Malaisie          |        | Q     |
| 2    | Nicholas Paul     | Trinité-et-Tobago | +0,075 | Q     |
| 3    | Patryk Rajkowski  | Pologne           | +0,104 | R     |
| 4    | Stefan Bötticher  | Allemagne         | +0,115 | R     |
| 5    | Jean Spies        | Afrique du Sud    | +0,739 | R     |
| 6    | Sébastien Vigier  | France            | +0,884 | R     |

Série 4
| Rang | Cycliste         | Nation    | Écart  | Notes |
| ---- | ---------------- | --------- | ------ | ----- |
| 1    | Yudai Nitta      | Japon     |        | Q     |
| 2    | Denis Dmitriev   | ROC       | +0,004 | Q     |
| 3    | Matthew Glaetzer | Australie | +0,093 | R     |
| 4    | Xu Chao          | Chine     | +0,240 | R     |
| 5    | Harrie Lavreysen | Pays-Bas  | +0,256 | R     |
| 6    | Mateusz Rudyk    | Pologne   | +0,974 | R     |

Série 5
| Rang | Cycliste        | Nation           | Écart  | Notes |
| ---- | --------------- | ---------------- | ------ | ----- |
| 1    | Yuta Wakimoto   | Japon            |        | Q     |
| 2    | Callum Saunders | Nouvelle-Zélande | +0,089 | Q     |
| 3    | Kevin Quintero  | Colombie         | +0,096 | R     |
| 4    | Tomáš Bábek     | Tchéquie         | +0,228 | R     |
| 5    | Nick Wammes     | Canada           | +0,292 | R     |
| 6    | Jair Tjon En Fa | Suriname         | +0,396 | R     |

### Repêchage du premier tour
Ce tour consiste quatre séries de cinq cyclistes, Les deux premiers de chaque série (8 au total) rejoignent le deuxième tour, tandis que les 12 cyclistes restants sont éliminés,
Série 1
| Rang | Cycliste                     | Nation            | Écart  | Notes |
| ---- | ---------------------------- | ----------------- | ------ | ----- |
| 1    | Kwesi Browne                 | Trinité-et-Tobago |        | Q     |
| 2    | Muhammad Shah Firdaus Sahrom | Malaisie          | +0,010 | Q     |
| 3    | Sébastien Vigier             | France            | +0,037 |       |
| 4    | Tomáš Bábek                  | Tchéquie          | +0,638 |       |
| 5    | Xu Chao                      | Chine             | +0,979 |       |

Série 2
| Rang | Cycliste         | Nation          | Écart  | Notes |
| ---- | ---------------- | --------------- | ------ | ----- |
| 1    | Jason Kenny      | Grande-Bretagne |        | Q     |
| 2    | Stefan Bötticher | Allemagne       | +0,363 | Q     |
| 3    | Matthijs Büchli  | Pays-Bas        | +0,441 |       |
| 4    | Mateusz Rudyk    | Pologne         | +0,480 |       |
| 5    | Nick Wammes      | Canada          | +0,564 |       |

Série 3
| Rang | Cycliste         | Nation           | Écart  | Notes |
| ---- | ---------------- | ---------------- | ------ | ----- |
| 1    | Harrie Lavreysen | Pays-Bas         |        | Q     |
| 2    | Jair Tjon En Fa  | Suriname         | +0,578 | Q     |
| 3    | Sam Webster      | Nouvelle-Zélande | +0,580 |       |
| 4    | Hugo Barrette    | Canada           | +0,738 |       |
| 5    | Patryk Rajkowski | Pologne          | +1,616 |       |

Série 4
| Rang | Cycliste          | Nation         | Écart  | Notes |
| ---- | ----------------- | -------------- | ------ | ----- |
| 1    | Matthew Glaetzer  | Australie      |        | Q     |
| 2    | Kevin Quintero    | Colombie       | +0,069 | Q     |
| 3    | Sergey Ponomaryov | Kazakhstan     | +0,124 |       |
| 4    | Ivan Gladyshev    | ROC            | +0,675 |       |
| 5    | Jean Spies        | Afrique du Sud | +0,760 |       |

### Quarts de finale
Ce tour consiste en trois séries de six cyclistes chacune, Les quatre premiers cyclistes de chaque série se qualifient pour les demi-finales (donc 12 au total), tandis que les six autres sont éliminés,
Série 1
| Rang | Cycliste           | Nation          | Écart  | Notes |
| ---- | ------------------ | --------------- | ------ | ----- |
| 1    | Kevin Quintero     | Colombie        |        | Q     |
| 2    | Jason Kenny        | Grande-Bretagne | +0,045 | Q     |
| 3    | Rayan Helal        | France          | +0,105 | Q     |
| 4    | Harrie Lavreysen   | Pays-Bas        | +0,122 | Q     |
| 5    | Matthew Richardson | Australie       | +0,212 |       |
| 6    | Yudai Nitta        | Japon           | +0,331 |       |

Série 2
| Rang | Cycliste                     | Nation            | Écart  | Notes |
| ---- | ---------------------------- | ----------------- | ------ | ----- |
| 1    | Nicholas Paul                | Trinité-et-Tobago |        | Q     |
| 2    | Jack Carlin                  | Grande-Bretagne   | +0,503 | Q     |
| 3    | Jair Tjon En Fa              | Suriname          | +0,602 | Q     |
| 4    | Maximilian Levy              | Allemagne         | +0,667 | Q     |
| 5    | Callum Saunders              | Nouvelle-Zélande  | +0,723 |       |
| 6    | Muhammad Shah Firdaus Sahrom | Malaisie          | +1,204 |       |

Série 3
| Rang | Cycliste          | Nation            | Écart  | Notes |
| ---- | ----------------- | ----------------- | ------ | ----- |
| 1    | Yuta Wakimoto     | Japon             |        | Q     |
| 2    | Azizulhasni Awang | Malaisie          | +0,039 | Q     |
| 3    | Kwesi Browne      | Trinité-et-Tobago | +0,098 | Q     |
| 4    | Matthew Glaetzer  | Australie         | +0,104 | Q     |
| 5    | Stefan Bötticher  | Allemagne         | +0,192 |       |
| 6    | Denis Dmitriev    | ROC               | +0,236 |       |

### Demi-finales
Ce tour consiste en deux séries de six cyclistes chacune, Les trois premières cyclistes de chaque série (6 au total) accèdent à la finale pour les médailles, tandis que les trois dernières vont jouer la finale de classement 7-12,
Série 1
| Rang | Cycliste         | Nation            | Écart  | Notes |
| ---- | ---------------- | ----------------- | ------ | ----- |
| 1    | Jason Kenny      | Grande-Bretagne   |        | Q     |
| 2    | Matthew Glaetzer | Australie         | +0,003 | Q     |
| 3    | Jair Tjon En Fa  | Suriname          | +0,089 | Q     |
| 4    | Jack Carlin      | Grande-Bretagne   | +0,240 |       |
| 5    | Kwesi Browne     | Trinité-et-Tobago | +0,357 |       |
| 6    | Kevin Quintero   | Colombie          | +0,397 |       |

Série 2
| Rang | Cycliste          | Nation            | Écart  | Notes |
| ---- | ----------------- | ----------------- | ------ | ----- |
| 1    | Azizulhasni Awang | Malaisie          |        | Q     |
| 2    | Maximilian Levy   | Allemagne         | +0,035 | Q     |
| 3    | Harrie Lavreysen  | Pays-Bas          | +0,073 | Q     |
| 4    | Rayan Helal       | France            | +0,497 |       |
| 5    | Yuta Wakimoto     | Japon             | +0,775 |       |
|      | Nicholas Paul     | Trinité-et-Tobago | DSQ    |       |

### Finales

#### Petite finale
| Rang | Cycliste       | Nation            | Écart  | Notes |
| ---- | -------------- | ----------------- | ------ | ----- |
| 7    | Yuta Wakimoto  | Japon             |        |       |
| 8    | Jack Carlin    | Grande-Bretagne   | +0,097 |       |
| 9    | Kwesi Browne   | Trinité-et-Tobago | +0,203 |       |
| 10   | Rayan Helal    | France            | +0,251 |       |
| 11   | Kevin Quintero | Colombie          | +0,314 |       |

#### Finale
| Rang                                | Cycliste          | Nation          | Écart  | Notes |
| ----------------------------------- | ----------------- | --------------- | ------ | ----- |
| Médaille d'or, Jeux olympiques      | Jason Kenny       | Grande-Bretagne |        |       |
| Médaille d'argent, Jeux olympiques  | Azizulhasni Awang | Malaisie        | +0,763 |       |
| Médaille de bronze, Jeux olympiques | Harrie Lavreysen  | Pays-Bas        | +0,773 |       |
| 4                                   | Jair Tjon En Fa   | Suriname        | +1,264 |       |
| 5                                   | Matthew Glaetzer  | Australie       | +1,344 |       |
| 6                                   | Maximilian Levy   | Allemagne       | +2,344 |       |